# Porsche Tennis Grand Prix 1987
Porsche Tennis Grand Prix 1987 — жіночий тенісний турнір, що проходив на закритих кортах з килимовим покриттям Filderstadt Tennis Centre у Фільдерштадті (Західна Німеччина). Належав до турнірів 3-ї категорії в рамках Туру WTA 1987. Турнір відбувся вдесяте і тривав з 12 до 18 жовтня 1987 року. Перша сіяна Мартіна Навратілова здобула титул в одиночному розряді, її другий підряд й четвертий загалом на цьому турнірі.

## Фінальна частина

### Одиночний розряд
Мартіна Навратілова —  Кріс Еверт 7–5, 6–1
- Для Навратілової це був 3-й титул в одиночному розряді за сезон і 124-й — за кар'єру.

### Парний розряд
Мартіна Навратілова /  Пем Шрайвер  —  Зіна Гаррісон /  Лорі Макніл 6–1, 6–2
- Для Навратілової це був 8-й титул в парному розряді за сезон і 134-й — за кар'єру. Для Шрайвер це був 7-й титул в парному розряді за сезон і 85-й — за кар'єру.